# Czernice (województwo mazowieckie)
Czernice – wieś sołecka w Polsce położona w województwie mazowieckim, w powiecie ciechanowskim, w gminie Opinogóra Górna.
Dawna wieś starostwa ciechanowskiego, pracowała dla folwarku Opinogóra w 1617 roku. W latach 1975–1998 miejscowość administracyjnie należała do województwa ciechanowskiego.